# Lanthane-nickel
Le lanthane-nickel (LaNi5) est un composé intermétallique (CIM) de structure hexagonale identique à celle de CaCu5 et composé de lanthane (une terre rare) et de nickel. Il fait partie des phases de Haucke, un type de stœchiométrie de forme AB5 pour les composés intermétalliques. C'est un composé défini à fusion congruente.

## Histoire
Les premières recherches concernant cet alliage ont été effectuées dans les laboratoires de recherche de Philips de 1970 à 1974 par J. H. N Van Vucht, H. H. Van Mal, et K. H. J. Buschow et d'autres collègues. Il est le premier composé intermétallique testé comme électrode négative, en particulier pour les batteries Ni-MH.

## Structure
Ces propriétés cristallographiques ont été reportées dans un premier temps par H. Nowotny en 1942 puis par Wernick et Geller en 1959 qui confirment sa structure mais avec des paramètres de maille différents.
Le LaNi5 cristallise dans une structure hexagonale de type CaCu5 et de groupe d'espace P6/mmm (no 191). Les atomes de lanthane sont situés en 1a (0,0,0), deux atomes de nickel sont situés en 2c (2/3,1/3,0) et (1/3,2/3, 0) et les trois autres en 3g (0,1/2,1/2), (1/2,0,1/2) et (1/2,1/2,1/2),.
Les paramètres de maille du LaNi5 sont de 0.5019 nm pour a et b, et de 0.3981 pour c.

## Applications
LaNi5 est principalement étudié et utilisé dans le stockage de l'hydrogène dans les batteries afin de développer, entre autres, le véhicule à hydrogène. Cela est dû au fait que parmi les composés de type AB5, il est celui qui possède la plus grande capacité d'absorption.